# Margiris (Schiff)
Die Margiris ist eines der weltweit größten Fabrikschiffe.

## Geschichte
Als Müllverbrennungsschiff konzipiert, wurde der Rumpf der Margiris im Jahr 1985 auf einer Werft bei Tacoma gebaut. Die Arbeiten am Schiff wurden eingestellt, nachdem die Werft in finanzielle Schwierigkeiten geriet. Das Schiff wurde dann als Trawler bzw. Hochseefischereischiff bei Mjellem & Karlsen in der norwegischen Hafenstadt Bergen fertiggestellt und dort 1997 als Apollo Two vom Stapel gelassen. Anschließend hieß das Schiff Siberian Enterprise, Atlantic Star und Annelies Ilena, bis es im Jahr 2006 in Margiris umbenannt wurde.
Im Jahr 2012 ließ der tasmanische Fischkonzern Seafish Tasmania das Schiff unter dem Namen Abel Tasman nach Australien bringen.
Der Konzern hatte für dieses Schiff die Genehmigung, entlang der Südküste des Landes 18.000 Tonnen Makrelen und Emmelichthyidae pro Jahr zu fangen. Nach Protesten von Umwelt- und Fischereiindustriegruppen gegen den Einsatz verabschiedete die australische Regierung ein Gesetz, das es dem Trawler zwei Jahre lang untersagte, in australischen Gewässern zu fischen, bis Ergebnisse weiterer wissenschaftlicher Untersuchungen Auswirkungen auf die Fischbestände und die Meeresumwelt vorliegen. Aus diesem Grund verkaufte Seafish Tasmania anschließend seinen Anteil an dem Schiff an das niederländische Unternehmen Parlevliet & Van der Plas (P&P). Im März 2013, nachdem es sechs Monate in Australien lag, verließ das Schiff Port Lincoln in Richtung Chile. Zu dem Zeitpunkt gehörte es bereit der Atlantic High Sea Fishing Company, einer Tochtergesellschaft von P&P. In chilenische Gewässer fuhr das Schiff im April 2013 ein und begann dort zu fischen.
Als die Margiris Ende Oktober 2015 vor der Nordwestküste Irlands fischte, entzog sie sich irischen Fischereiinspektoren, indem sie in internationale Gewässer fuhr.
Im Februar 2022 wurden von Bord der Margiris über 100.000 tote Fische im Atlantik vor der französischen Küste entsorgt. Die toten Fische bedeckten eine Fläche von über 3.000 Quadratmetern. Ein Vertreter der Schiffseigner gab an, dies wäre auf ein gerissenes Fischernetz zurückzuführen, wohingegen die französische Meeresschutzorganisation Sea Shepherd France erklärte, es hätte sich um Beifang gehandelt, den man auf der Margiris nicht verarbeiten wollte, und mit der Entsorgung wäre gegen Fischereigesetze der Europäischen Union verstoßen worden.